# Лестър Вундерман
Лестър Вундерман, основател на агенцията „Вундерман“ и широко известен като Бащата на директния маркетинг, е създател и разпространител на изцяло нов начин за продажба на стоки и услуги.
Нает като автор на текстове в „Максуел Сакхайм и ко“ през 1947 г., впоследствие Вундерман се развива като стратег. Осъзнал, че събраните пощенски адреси могат да осигурят сериозен потенциал за растеж, ако се приложат допълнителни маркетингови усилия, той въвежда концепцията си за директния маркетинг.
Създава „Вундерман, Рикота & Клайн“ през 1958 г. (придобита от „Янг & Рубикъм“ през 1973 г.) и чрез обхватната си агентска мрежа реализира новаторски кампании по директни продажби, изградили бизнеса на „Кълъмбия рекърд клъб“ и на кредитните карти за пътуване и развлечения на „Американ експрес“.
Носител е на редица награди в областта на директния маркетинг и рекламния бранш. През 1983 г. името му е поставено в „Залата на славата“ на директния маркетинг. През 1998 г. е включен в „Залата на славата“ на рекламата и е определен като един от двадесетте рекламни легенди и лидери от списание „Ад уик“.